# Otto Freundlich
Otto Freundlich (Stolp (Pommeren), 10 juli 1878 – Majdanek, 9 maart 1943) was een Duitse schilder, graficus en beeldhouwer. Hij was een der eerste vertegenwoordigers van de abstracte kunst.

Wesentlich ist, daß die Innenkräfte eines Körpers zu exzentrischen Aktionen schreiten.
— Otto Freundlich, 1940

## Biografie
Freundlich ging in 1902, na diverse eerdere studies (waaronder een tandartsopleiding), kunstgeschiedenis studeren in München en Berlijn bij Heinrich Wölfflin. Na zijn studie schreef hij zijn eerste artikelen in tijdschriften en besloot kunstenaar te worden. Vanaf 1908 tot 1914 verbleef hij in Parijs en woonde in Montmartre onder één dak met jonge, opkomende kunstenaars als Pablo Picasso, Georges Braque en anderen. In 1911 ontstonden zijn eerste abstracte werken.
Na de Novemberrevolutie van 1918 (einde van de Eerste Wereldoorlog) engageerde Freundlich zich politiek en hielp in Duitsland met de verspreiding van het illegale socialistisch-anarchistische tijdschrift Ziegelbrenner. Hij sluit zich onder andere aan bij de Novembergruppe. Samen met Max Ernst en Johannes Theodor Baargeld organiseerde hij in 1919 de eerste Dada-tentoonstelling in Keulen. In 1922 is hij aanwezig op het ‘Eerste Internationaal Congres van Progressieve Kunstenaars’ in Düsseldorf. In dat jaar wordt hij ook lid van de Kommune-groep uit Berlijn, waar ook Raoul Hausmann, Adler, Stanislaw Kubicki en Malgorzata Kubicka lid van zijn.
In 1924 volgde zijn verhuizing naar Parijs. Vanaf 1930 werd de Duitse kunstenares Jeanne (Hannah) Kosnick-Kloss zijn levensgezellin. Freundlich werd in 1931 lid van de pas opgerichte kunstenaarsorganisatie Abstraction-Création. Bij het uitbreken van de Tweede Wereldoorlog werd hij in Frankrijk geïnterneerd, maar in 1942 weer door de Franse autoriteiten vrijgelaten. Hij vluchtte naar het dorpje Saint-Martin-de-Fenouillet in de Pyreneeën, waar hij onderdak vond, maar werd aangegeven en op 23 februari 1943 door de nazi's opgepakt. Otto Freundlich werd door de Duitse bezettingsmacht naar het concentratiekamp Majdanek gedeporteerd en daar nog op de dag van zijn aankomst vermoord.

## Entartete Kunst enDer neue Mensch
In 1912 schiep Otto Freundlich zijn beeldhouwwerk Der neue Mensch. Het beeld doet denken aan een der stenen hoofden op het Paaseiland. Het werk werd in 1930 gekocht door de toenmalige directeur Max Sauerlandt voor het Museum für Kunst und Gewerbe in Hamburg.
In 1937 wordt het werk door de nazi's in beslag genomen en tentoongesteld op de tentoonstelling van Entartete Kunst in München. Dit beeldhouwwerk wordt afgebeeld op de kaft van de catalogus van deze tentoonstelling. Gedurende de reis van de tentoonstelling langs diverse steden is het beeld zoek geraakt en het geldt sindsdien als verdwenen of vernield. In het Joods Museum Berlijn is in plaats van dit beeld een zwarte plek afgebeeld, in een Gallery of the Missing, als symbool voor het verlies en de vernieling van cultuur en kunstwerken door het Nationaalsocialisme.

## Straße des Friedens
Van Freundlich was het idee afkomstig een beeldenroute te creëren, die volkeren zou verbinden met een "Straße der Skulpturen Paris-Moskau": een weg van broederschap, een weg van menselijke solidariteit als herinnering aan de bevrijding. In 1971 werd op initiatief van de kunstenaar Leo Kornbrust, ter herinnering aan dit idee van een Straße des Friedens (van Normandië naar Moskou), met de beeldenroute Straße der Skulpturen (Sankt Wendel) in Saarland begonnen. Een tweede, soortgelijke beeldenroute die op dit idee was gebaseerd, werd in 1985 gestart door de beeldhouwer Paul Schneider uit Saarland: "Steine an der Grenze". Inmiddels omvat deze route al 30 sculpturen van internationale kunstenaars. In 1999 begon de VVV Salzgitter, na een voorstel daartoe van de kunstenaar Gerd Winner met de realisering van weer een nieuwe Hommage à Otto Freundlich 1878 - 1943, die inmiddels (2009) negen monumentale staalsculpturen van gerenommeerde kunstenaars toont.

### Film - Video
- Das geht nur langsam. Film over Otto Freundlich, Leo Kornbrust en de "Straße des Friedens". Dokumentaire film van Gabi Heleen Bollinger (DVD, 110 min.)

## Archeologische opgraving 2010
Bij een archeologische opgraving op een bouwterrein tegenover het Rotes Rathaus, het stadhuis van Berlijn, waar tot 1945 de Königstraße liep, zijn elf bronzen en keramische, verloren gewaande, sculpturen gevonden De kunstvoorwerpen werden in november 2010 tentoongesteld in het Neues Museum. De beelden die in 1937 werden geëxposeerd in München als Entartete Kunst zijn onder andere van de kunstenaars Otto Freundlich (Kopf uit 1925), Otto Baum, Emy Roeder (Schwangere uit 1918), Edwin Scharff (Portret Anni Mewes uit 1917/21) en Gustav Heinrich Wolff (Stehende Gewandfigur uit 1925).

## Werk

### Beeldhouwwerken
- Staand masker (1909) - brons
- L'Homme Nouveau (1912)
- Grafmonument voor H.O. Julius Wissinger (1920/21), Südwestkirchhof Stahnsdorf in Stahnsdorf Zie externe link.
- Kopf (1925), terracotta, Berlijn
- Ascension (1929) - brons, Servatii-Kirchplatz in Münster
- Compositie (1933), Galerie Michael Werner in Keulen
- Composition (1933 - gegoten in 1961) - brons, Beeldenpark van het Kröller-Müller Museum in Otterlo Zie vaste collectie Kröller-Müller Museum.
- Composition (1933 - gegoten in 1963) - brons, beeldenpark van de Kunsthalle Bielefeld in Bielefeld
- Architektonische Skulptur (1934/35) - brons, Lehmbruck-Museum in Duisburg

### Schilderijen
- Compositie. 1930. 130,8 × 97,1 cm. New York, Museum of Modern Art.

### Tekeningen
- Compositie. 1938-1940. Gouache op papier. 31,5 × 23,5 cm. Regensburg, Kunstforum Ostdeutsche Galerie.

## Fotogalerij

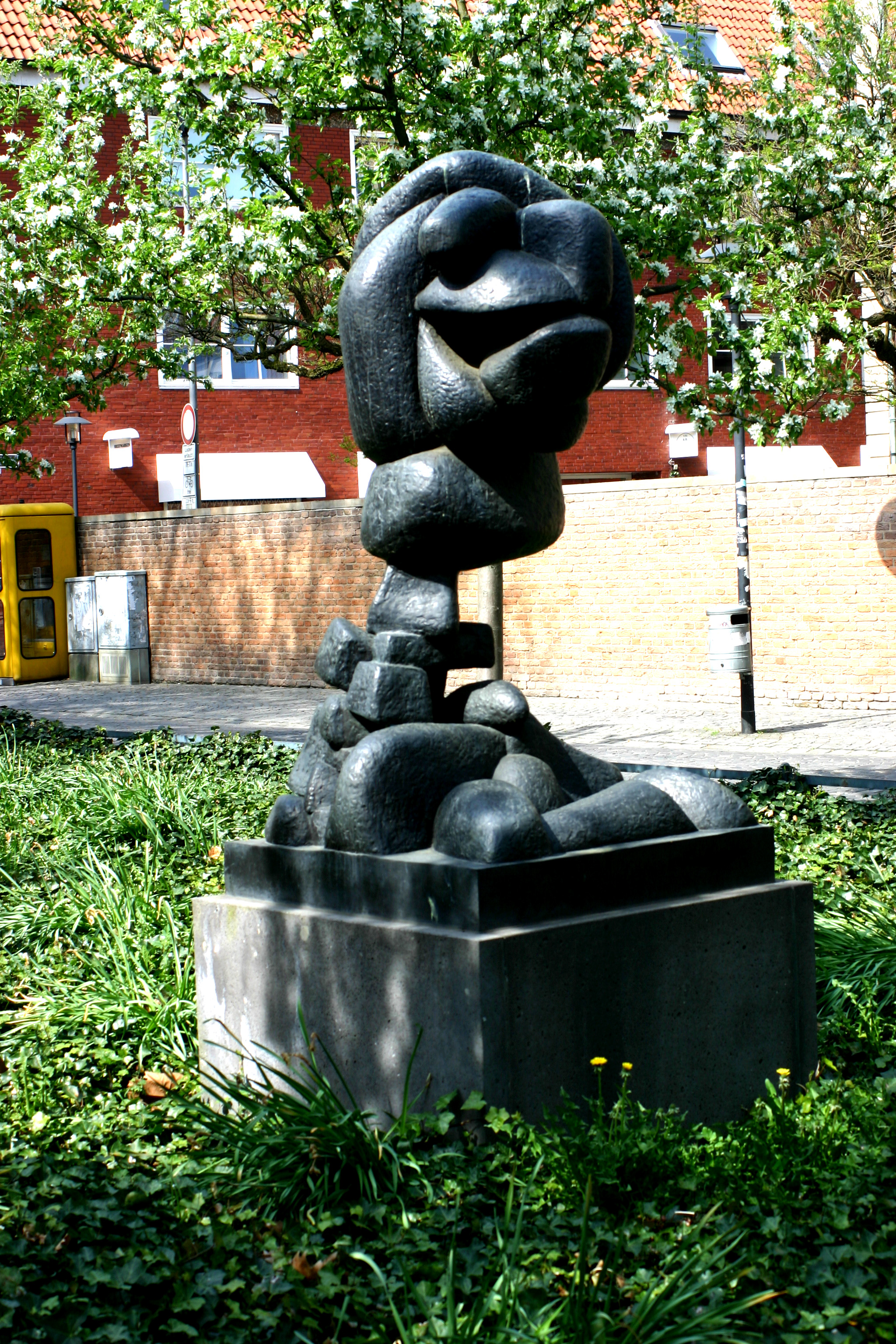
Ascension (1929) in Münster
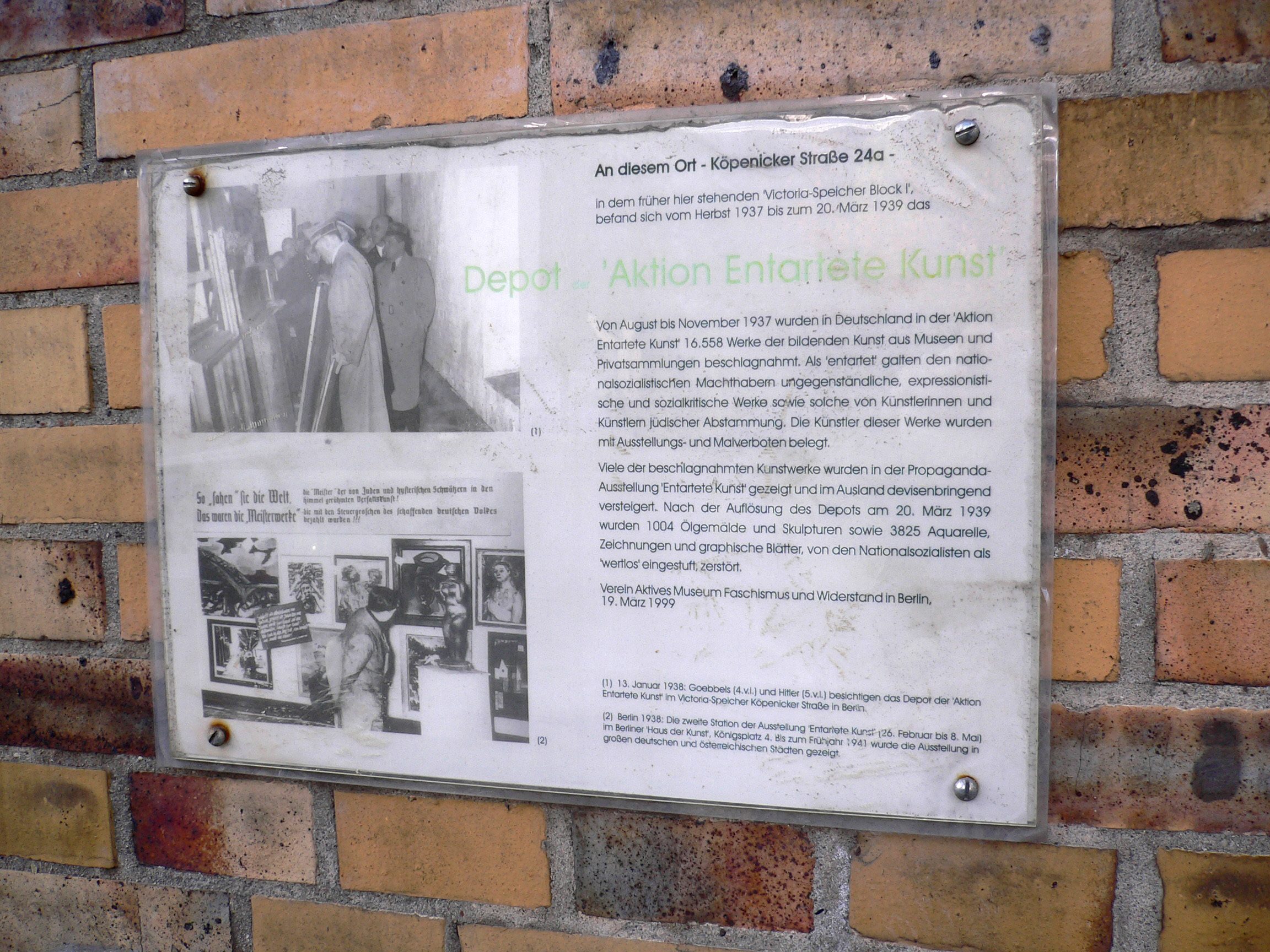
Herinneringsbord Entartete Kunst in Berlijn
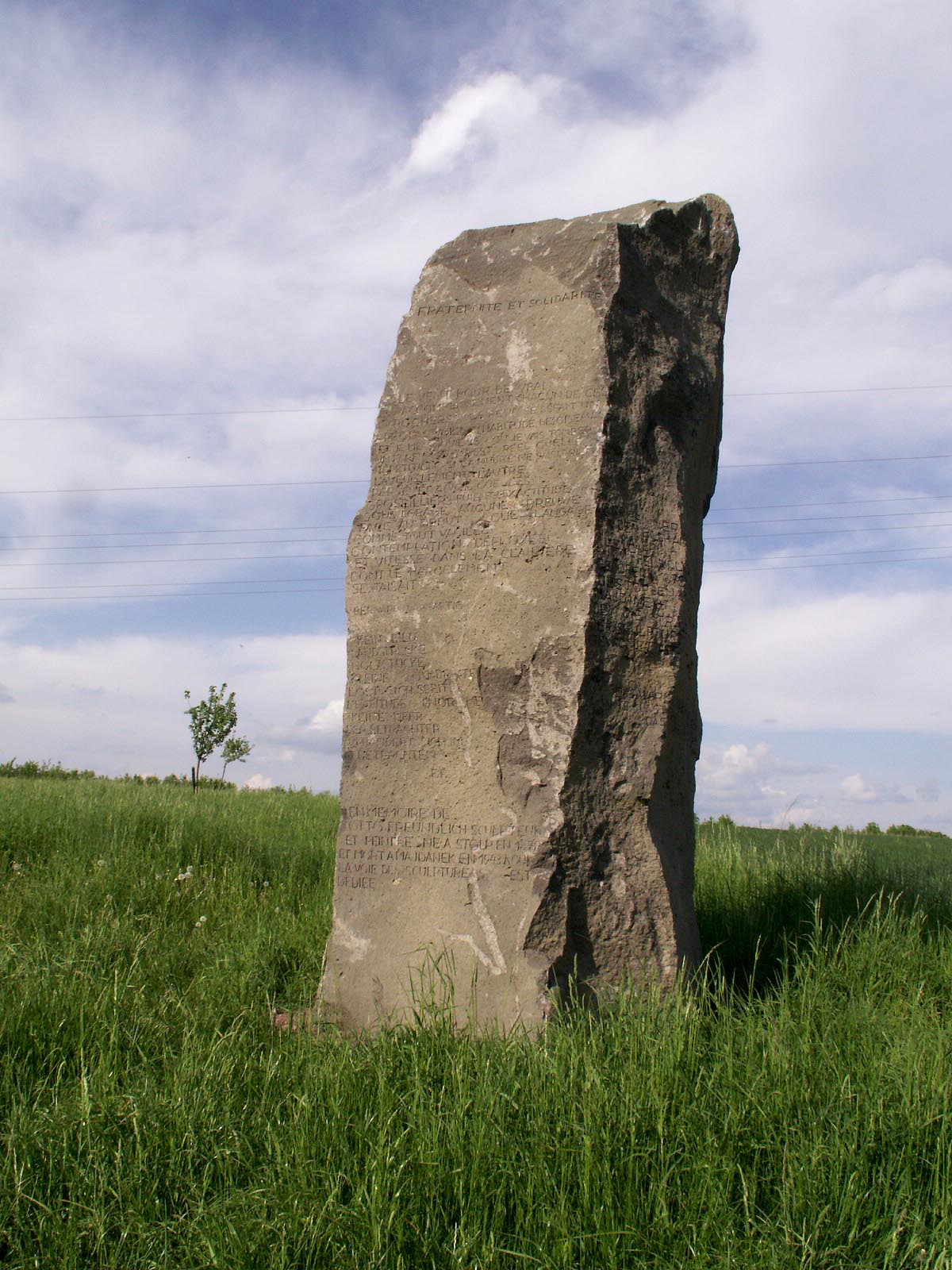
Steine an der Grenze: Gedenksteen Für Otto Freundlich